# Adonisea contracta
Adonisea contracta är en fjärilsart som beskrevs av Walker 1857. Adonisea contracta ingår i släktet Adonisea och familjen nattflyn. Inga underarter finns listade i Catalogue of Life.